# سي. إي. إم. جود
سيريل إدوين ميتشنسون جود (بالإنجليزية: C. E. M. Joad)‏ (12 أغسطس 1891 - 9 أبريل 1953 م). ظهر على "العقول تثق"، وهو برنامج حواري في زمن الحرب على راديو بي بي سي. وتمكن من تعميم الفلسفة وأصبح من المشاهير، قبل سقوطه في فضيحة تذكرة القطار غير مدفوعة الأجر في عام 1948.

## روابط خارجية
- سي. إي. إم. جود على موقع الموسوعة البريطانية (الإنجليزية)
- سي. إي. إم. جود على موقع ديسكوغز (الإنجليزية)